# Марянка-Мроченська
Марянка-Мроченська (пол. Marianka Mroczeńska) — село в Польщі, у гміні Баранув Кемпінського повіту Великопольського воєводства.